# Muscat Classic 2024
De tweede editie van de wielerwedstrijd Muscat Classic vond plaats op 9 februari 2024. Het peloton van 110 renners startte nabij het strand van Al Mouj in de Omaanse hoofdstad Muscat en finishte ruim 174 kilometer later in Al Bustan. De wedstrijd maakte deel uit van de UCI Asia Tour, met de categorie 1.1. De Nieuw-Zeelander Finn Fisher-Black won de wedstrijd, nadat hij op de slotklim was weggereden uit het peloton. Hij volgde Jenthe Biermans, die dit jaar niet deelnam, op op de erelijst.

## Uitslag
| Plaats  | Naam                | Ploeg                | Tijd     |
| ------- | ------------------- | -------------------- | -------- |
| Winnaar | Finn Fisher-Black   | UAE Team Emirates    | 4u27'43" |
| 2       | Luke Lamperti       | Soudal-Quick Step    | + 4"     |
| 3       | Amaury Capiot       | Arkéa-B&B Hotels     | z.t.     |
| 4       | Bryan Coquard       | Cofidis              | z.t.     |
| 5       | Francesco Busatto   | Intermarché-Wanty    | z.t.     |
| 6       | Warren Barguil      | dsm-firmenich PostNL | z.t.     |
| 7       | William Blume Levy  | Uno-X Mobility       | z.t.     |
| 8       | Arjen Livyns        | Lotto Dstny          | z.t.     |
| 9       | Merhawi Kudus       | Terengganu           | z.t.     |
| 10      | Davide De Pretto    | Jayco AlUla          | z.t.     |
| 11      | Roger Adrià         | BORA-hansgrohe       | z.t.     |
| 12      | Lorenzo Rota        | Intermarché-Wanty    | z.t.     |
| 13      | Jesús Herrada       | Cofidis              | z.t.     |
| 14      | Anthon Charmig      | Astana Qazaqstan     | z.t.     |
| 15      | Jenno Berckmoes     | Lotto Dstny          | z.t.     |
| 16      | Thomas Pesenti      | JCL Team UKYO        | z.t.     |
| 17      | Dries De Pooter     | Intermarché-Wanty    | z.t.     |
| 18      | Anton Palzer        | BORA-hansgrohe       | z.t.     |
| 19      | Unai Iribar         | Kern Pharma          | z.t.     |
| 20      | Harm Vanhoucke      | Lotto Dstny          | z.t.     |
|         |                     |                      |          |
| 40      | Frank van den Broek | dsm-firmenich PostNL | + 43"    |

2023 · 2024 · 2025